# Tetsuo II: Body Hammer
Tetsuo II: Body Hammer is een Japanse arthouse/horror-/sciencefictionfilm van regisseur Shinya Tsukamoto uit 1992.

## Verhaal
Een zakenman wordt bedreigd door een groep skinheads en hij vreest voor zijn gezin. Ze ontvoeren zijn zoontje. Als hij de achtervolging inzet, blijkt hij het jongetje niet te kunnen redden. Zijn kwaadheid veroorzaakt een transformatie van zijn lichaam. Uit zijn borstkas groeit een machinegeweer, dat pas verdwijnt als hij rust vindt. De skinheads zijn gefascineerd door dit gegeven en nemen hem mee naar een laboratorium voor verdere experimenten.

## Rolverdeling
| Acteur       | Personage |
| ------------ | --------- |
| Nobu Kanaoka |           |
| Min Tanaka   |           |
| Sujin Kim    |           |